# Mediothele linares
Espèce
Mediothele linares est une espèce d'araignées mygalomorphes de la famille des Hexathelidae.

## Distribution
Cette espèce est endémique du Chili.

## Publication originale
- Ríos & Goloboff, 2012 : New species of Chilean Hexathelidae (Araneae, Mygalomorphae). Zootaxa, no 3422, p. 32-51.